# Classement des constructeurs de Formule 1 par nombre de victoires en Grand Prix

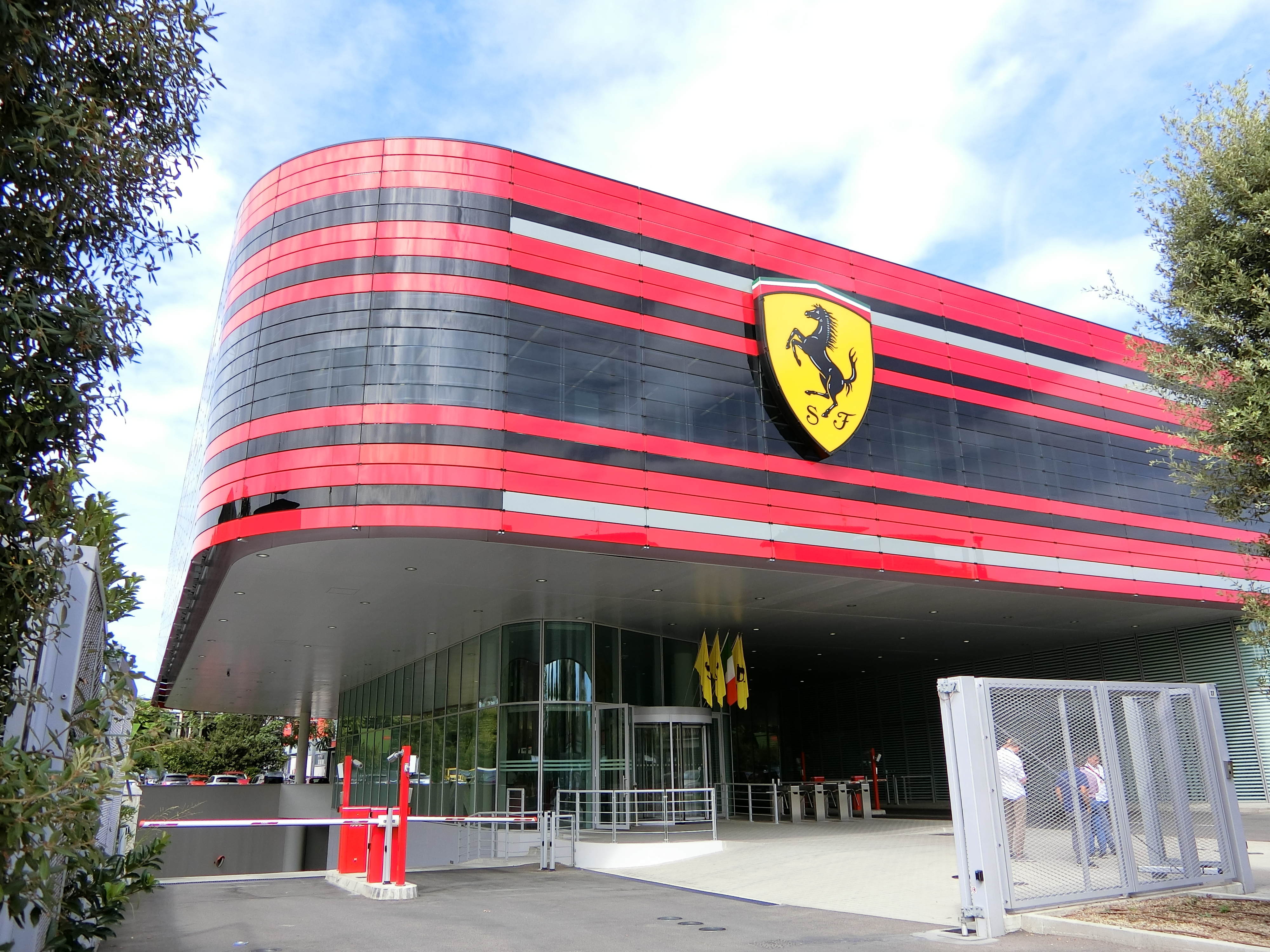
Le siège de la Scuderia Ferrari à Maranello, qui détient le record du nombre de victoires.

36 constructeurs — y compris les vainqueurs des 500 miles d'Indianapolis entre 1950 et 1960 lorsque l'épreuve américaine était incluse dans le championnat du monde des pilotes —  ont obtenu au moins une victoire en championnat du monde de Formule 1 depuis que ce championnat est organisé en 1950.
Le record de victoires est détenu par l'écurie italienne Ferrari avec 243 victoires. Toutes les victoires ont été remportées par des écuries d'usine à l'exception de 20 courses remportées par trois équipes privées : Matra International/Tyrrell Racing, Rob Walker Racing et FISA entre les saisons 1958 et 1970.

## Classement complet
| Mise à jour après le Grand Prix automobile d'Abou Dabi 2022 Les contributeurs qui souhaitent établir les mises à jour sont priés de le faire complètement pour garantir la justesse des données de cette page. |

36 constructeurs ont, à ce jour, remporté une victoire à l'occasion d'un Grand Prix du championnat du monde de Formule 1.
- Les champions du monde sont inscrits en caractères gras.
- Les constructeurs en activité sont inscrits avec un feu vert ().
- Les vainqueurs des 500 miles d'Indianapolis entre 1950 et 1960 sont inscrits en italiques.

| #  | Constructeur          | Nationalité        | Victoires | Période                               | Première victoire    | Dernière victoire   |
| -- | --------------------- | ------------------ | --------- | ------------------------------------- | -------------------- | ------------------- |
| 1  | Ferrari               | Italie             | 249       | 1950–                                 | Grande-Bretagne 1951 | Monza 2024          |
| 2  | McLaren               | Royaume-Uni        | 200       | 1966–                                 | Belgique 1968        | Pays-Bas 2024       |
| 3  | Mercedes              | Allemagne          | 127       | 1954–1955, 2010–                      | France 1954          | Belgique 2024       |
| 4  | Red Bull              | Autriche           | 117       | 2005–                                 | Chine 2009           | Espagne 2024        |
| 5  | Williams              | Royaume-Uni        | 114       | 1978–                                 | Grande-Bretagne 1979 | Espagne 2012        |
| 6  | Team Lotus            | Royaume-Uni        | 79        | 1958–1994                             | Monaco 1960          | Détroit 1987        |
| 7  | Alpine/Renault        | France             | 36        | 1977–1985, 2002–2011, 2016–           | France 1979          | Hongrie 2021        |
| 8  | Brabham               | Royaume-Uni        | 35        | 1962–1987, 1989–1992                  | France 1964          | France 1985         |
| 9  | Benetton              | Royaume-Uni Italie | 27        | 1986–2001                             | Mexique 1986         | Allemagne 1997      |
| 10 | Tyrrell               | Royaume-Uni        | 23        | 1970–1998                             | Espagne 1971         | États-Unis Est 1983 |
| 11 | BRM                   | Royaume-Uni        | 17        | 1951, 1956–1977                       | Pays-Bas 1959        | Monaco 1972         |
| 12 | Cooper                | Royaume-Uni        | 16        | 1950, 1952–1969                       | Argentine 1958       | Afrique du Sud 1967 |
| 13 | Alfa Romeo            | Italie             | 10        | 1950–1951, 1979–1985, 2019–           | Grande-Bretagne 1950 | Espagne 1951        |
| 14 | Maserati              | Italie             | 9         | 1950–1960                             | Italie 1953          | Allemagne 1957      |
| 14 | Vanwall               | Royaume-Uni        | 9         | 1954–1960                             | Grande-Bretagne 1957 | Maroc 1958          |
| 14 | Matra                 | France             | 9         | 1967–1972                             | Pays-Bas 1968        | Italie 1969         |
| 14 | Ligier                | France             | 9         | 1976–1996                             | Suède 1977           | Monaco 1996         |
| 18 | Brawn                 | Royaume-Uni        | 8         | 2009                                  | Australie 2009       | Italie 2009         |
| 19 | Kurtis Kraft          | États-Unis         | 5         | 1950–1960                             | Indianapolis 1950    | Indianapolis 1955   |
| 20 | Jordan                | Irlande            | 4         | 1991–2005                             | Belgique 1998        | Brésil 2003         |
| 21 | Watson                | États-Unis         | 3         | 1950–1953, 1956–1960                  | Indianapolis 1956    | Indianapolis 1960   |
| 21 | March                 | Royaume-Uni        | 3         | 1970–1977, 1981–1982, 1987–1989, 1992 | Espagne 1970         | Italie 1976         |
| 21 | Wolf                  | Canada             | 3         | 1977–1979                             | Argentine 1977       | Canada 1977         |
| 21 | Honda                 | Japon              | 3         | 1964–1968, 2006–2008                  | Mexique 1965         | Hongrie 2006        |
| 25 | Epperly               | États-Unis         | 2         | 1955, 1957–1960                       | Indianapolis 1957    | Indianapolis 1958   |
| 25 | AlphaTauri/Toro Rosso | Italie             | 2         | 2006–                                 | Italie 2008          | Italie 2020         |
| 25 | Lotus F1              | Royaume-Uni        | 2         | 2012–2015                             | Abou Dabi 2012       | Australie 2013      |
| 28 | Kuzma                 | États-Unis         | 1         | 1951–1960                             | Indianapolis 1955    | Indianapolis 1955   |
| 28 | Porsche               | Allemagne          | 1         | 1957–1964                             | France 1962          | France 1962         |
| 28 | Eagle                 | États-Unis         | 1         | 1966–1969                             | Belgique 1967        | Belgique 1967       |
| 28 | Hesketh               | Royaume-Uni        | 1         | 1974–1978                             | Pays-Bas 1975        | Pays-Bas 1975       |
| 28 | Penske                | États-Unis         | 1         | 1974–1977                             | Autriche 1976        | Autriche 1976       |
| 28 | Shadow                | Royaume-Uni        | 1         | 1973–1980                             | Autriche 1977        | Autriche 1977       |
| 28 | Stewart               | Royaume-Uni        | 1         | 1997–1999                             | Europe 1999          | Europe 1999         |
| 28 | BMW Sauber            | Allemagne          | 1         | 1993–2018                             | Canada 2008          | Canada 2008         |
| 28 | Racing Point          | Royaume-Uni        | 1         | 2019–2020                             | Sakhir 2020          | Sakhir 2020         |

### Victoires d'écuries privées
Parmi les victoires des constructeurs référencés ci-dessus, 20 victoires ont été obtenues par le fait d'écurie privées utilisant le châssis d'un constructeur « officiel ».
| Ecurie                             | Victoire | 1re victoire   | Dre victoire         | Constructeur(s)       |
| ---------------------------------- | -------- | -------------- | -------------------- | --------------------- |
| Matra International/Tyrrell Racing | 10       | Pays-Bas 1968  | Espagne 1970         | Matra (9), March (1)  |
| Rob Walker Racing                  | 9        | Argentine 1958 | Grande-Bretagne 1968 | Cooper (4), Lotus (5) |
| FISA                               | 1        | France 1961    | France 1961          | Ferrari               |

## Classement par nations
| Pos. | Nations     | Victoires | Nombre de constructeurs |
| ---- | ----------- | --------- | ----------------------- |
| 1er  | Royaume-Uni | 521       | 16                      |
| 2e   | Italie      | 265       | 5                       |
| 3e   | Allemagne   | 126       | 3                       |
| 4e   | Autriche    | 117       | 1                       |
| 5e   | France      | 54        | 3                       |
| 6e   | États-Unis  | 13        | 6                       |
| 7e   | Irlande     | 4         | 1                       |
| 8e   | Japon       | 3         | 1                       |
| 9e   | Canada      | 3         | 1                       |
|      | 9 nations   | 1106      | 37                      |